# Amanite solitaire
Amanita strobiliformis
Espèce
Amanita strobiliformis, autrefois Amanita solitaria, l'amanite solitaire de son nom français, est un champignon basidiomycète du genre Amanita, comestible, qui ressemble cependant à des champignons mortels comme Amanita verna, qui contient de la phalloïdine.

## Taxonomie

### Binôme actuel
Amanita strobiliformis (Paulet ex Vittad.) Bertill. 1866

### Synonymes
- Agaricus strobiliformis Paulet ex Vittad. 1832
- Amanita solitaria (synonyme)
- Amanita solitaria f. strobiliformis (Paulet ex Vittad.) Cetto 1983
- Amanita solitaria var. strobiliformis (Paulet ex Vittad.) Costantin & L.M. Dufour 1891
- Armillaria strobiliformis (Paulet ex Vittad.) Locq. 1952
- Hypophyllum strobiliforme (Paulet ex Vittad.) Paulet 1812

## Systématique
L'amanite solitaire (Amanita strobiliformis) est l'un des nombreux représentants du genre Amanita, qui appartient lui-même à la famille des amanitacées. Dans ce genre, on la classe dans le sous-genre Lepidella (marge du chapeau non striée) et dans la section Lepidella (champignons généralement blancs, à volve non en sac et à marge appendiculée).

### Description du sporophore
C'est un grand champignon blanc poussant dans les forêts de chênes ou de charmes, en principe sur sol calcaire. Le chapeau est charnu, blanc, recouvert de flocons verruqueux. Les lamelles sont épaisses, blanches ou crème, à arête floconneuse. Bulbe ovoïde formé de plusieurs bourrelets. L'anneau, crémeux (s'écrase sous le doigt), placé très haut sur le pied, est accolé aux lamelles. Sur tous les exemplaires trouvés[Par qui ?], le chapeau n'est pas détachable du pied, caractère rare chez les amanitacées.

## Cueillette et consommation
L'amanite solitaire est un bon comestible, mais les risques de confusion avec les amanites blanches mortelles (amanite printanière et amanite vireuse) sont grands.